# Rhodeus fangi
Rhodeus fangi és una espècie de peix d'aigua dolça de la família dels ciprínids i de l'ordre dels cipriniformes.

## Distribució geogràfica
Es troba als rius Hujiang, Changjiang, Huanghe and Heilongjiang de la Xina.